# Lycosa cerrofloresiana
Lycosa cerrofloresiana este o specie de păianjeni din genul Lycosa, familia Lycosidae, descrisă de Alexander Petrunkevitch în anul 1925. Conform Catalogue of Life specia Lycosa cerrofloresiana nu are subspecii cunoscute.